# Occupazione tedesca dell'Estonia (1917-1918)

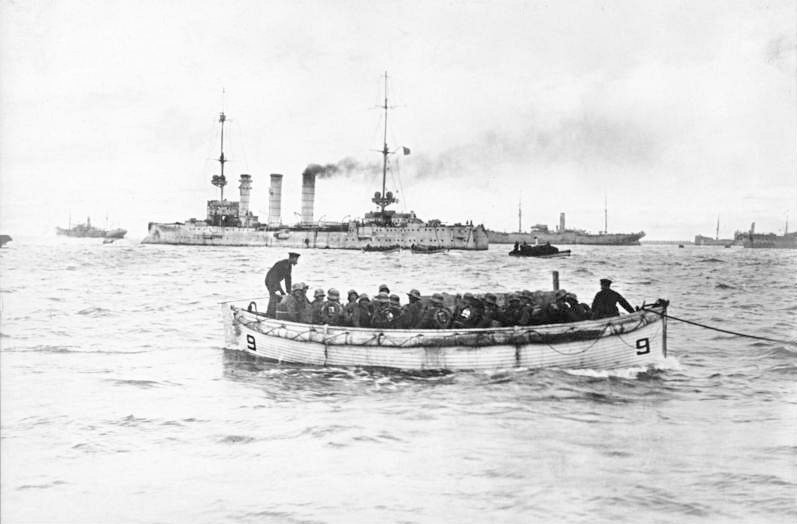
Truppe tedesche che sbarcano a Ösel

L'occupazione dell'Estonia da parte dell'Impero tedesco avvenne nel corso della prima guerra mondiale. Tra l'11 e il 21 ottobre 1917, l'esercito imperiale tedesco occupò l'arcipelago estone occidentale (arcipelago Moonsund), costituito dalle isole di Saaremaa (Ösel), Hiiumaa (Dagö) e Muhu (Mühn).
I combattimenti cessarono mentre si svolgevano i negoziati sul trattato di Brest-Litovsk. Essendo questo avvenuto a febbraio e per fare pressione sul nuovo regime bolscevico della Russia sovietica affinché firmasse l'intesa, i tedeschi sbarcarono sulla terraferma dell'Estonia il 18 febbraio 1918 e marciarono su Haapsalu (Hapsal) il 21 febbraio 1918. I tedeschi occuparono Valga (Walk) il 22 febbraio, e Pärnu (Pernau), Viljandi (Fellin) e Tartu (Dorpat) il 24 febbraio. Tallinn (Revel), fu occupata il 25 febbraio 1918 e il resto dell'Estonia, l'ultima città ad essere conquistata fu Narva il 4 marzo 1918, ponendo fine sia alla forma di governo repubblicana che aveva dichiarato l'indipendenza dell'Estonia il 24 febbraio 1918 a Tallinn, sia al dominio delle Guardie Rosse russo-estoni locali. Le ultime a fuggire salparono sul fiume Narva il 5 marzo 1918.
Il tenente generale Adolf von Seckendorff giunse a Tallinn il 28 febbraio 1918: aveva ricoperto in passato il ruolo di comandante militare del Terzo Kommandatur alla guida dell'amministrazione militare tedesca dell'arcipelago estone occidentale. Più tardi nel 1918, con la firma del trattato di Brest-Litowsk, i bolscevichi rinunciarono a tutte le rivendicazioni territoriali sull'Estonia e la Germania poté creare stati clienti baltici. L'Estonia divenne parte dell'amministrazione militare tedesca Ober Ost, ripartita in diverse regioni: Curonia, Estonia, Livonia, Ösel e Riga.

## Occupazione tedesca
La prima parte dell'odierna Estonia ad essere occupata fu l'isola Ruhnu (allora parte del Governatorato della Livonia) nel 1915. Durante l'occupazione dell'Estonia, i tedeschi subirono 368 perdite e circa 1400 soldati feriti, facendo 20.000 prigionieri di guerra russi: catturarono inoltre diverse navi da guerra russe. Una delle navi da guerra russa da più tempo in servizio, la corazzata Slava, fu affondata durante la battaglia dello stretto di Muhu, nei pressi dell'isola. L'esercito imperiale tedesco schierò il 60º Corpo (19ª Divisione di fanteria, 77ª Divisione di riserva e 4ª Divisione di cavalleria) per attaccare la Livonia settentrionale e l'Estonia. Il 6º Corpo (205ª e 219ª Divisione di fanteria e 1ª Divisione di cavalleria) attaccò dall'arcipelago estone occidentale Lihula, Virtsu e Haapsalu.

## Dichiarazione d'indipendenza estone
Tenendo conto del ritiro delle truppe russe e dell'avanzata della Germania, l'occupazione dell'Estonia da parte dell'impero tedesco sembrò imminente agli occhi degli estoni: il Comitato di salvezza del Consiglio nazionale estone, Maapäev, dichiarò l'indipendenza dell'Estonia il 24 febbraio 1918. Ciononostante, le forze tedesche non riconobbero l'indipendenza.
Il 23 marzo 1918, il comandante del 68º Corpo tedesco dichiarò illegittimo l'esercito estone appena costituitosi, due giorni prima che 40.000 bandiere estoni venissero esibite dai manifestanti a San Pietroburgo. Gli arresti degli esponenti del movimento per l'indipendenza nazionale iniziarono nel giugno del 1918. Il capo di stato eletto Konstantin Päts fu spedito in Germania per essere tenuto in prigione. Durante l'intera fase delle operazioni il Comitato di salvezza estone continuò ad agire clandestinamente entrando in relazione con le potenze alleate. La Gran Bretagna riconobbe l'indipendenza estone (de facto) il 3 maggio 1918, seguita dalla Francia e dall'Italia, riconoscendo al comitato la sua legittimità e il suo valore rappresentativo della nazione estone.
Dopo la rivoluzione di novembre, tra l'11 e il 14 novembre 1918, i rappresentanti della Germania rassegnarono ufficialmente le dimissioni in Estonia, permettendo l'insediamento di un governo nazionale. La partenza delle truppe tedesche causò un vuoto di potere e le truppe bolsceviche russe tentarono di approfittarne, scatenando la guerra d'indipendenza estone. Il 2 febbraio 1920, fu firmato il trattato di pace di Tartu dalla Repubblica d'Estonia e dalla Russia bolscevica. L'Estonia ottenne il riconoscimento internazionale di lì a breve e divenne membro della Società delle Nazioni nel 1921.

## Ducato Baltico Unito
La minoranza tedesca baltica cercò di istituire il Ducato Baltico Unito, incoraggiata dal fatto che quando la Germania firmò il trattato di Brest-Litowsk il 3 marzo 1918, la Russia sovietica trasferì formalmente l'Estonia all'amministrazione militare tedesca, ma il cui status futuro doveva essere determinato in seguito.
Il 12 aprile 1918, i tedeschi del baltico riunirono il proprio Landesversammlung a Riga e chiesero la formazione del ducato unito di Estland, Livland e Kurland, da incorporare nella Germania imperiale in unione personale con la famiglia Hohenzollern. La richiesta fu presentata dal Landesrat a Riga direttamente all'imperatore tedesco.

## Ober Ost
Tallinn, Tartu e Narva furono poste direttamente sotto l'amministrazione militare tedesca (Ober Ost), ma il resto del paese fu diviso e ripartito in Amtsbezirks e Ortsbezirks più piccoli. Di solito, venivano nominati a gestire l'unità locale i rappresentanti della nobiltà baltica (latifondisti tedeschi baltici). Tutti i giornali in lingua estone, eccetto il tedesco Revalsche Zeitung/Tallinna Päevaleht, furono proibiti e il provvedimento restò in vigore fino al 10 novembre 1918. La Germania rese pubblico il trattato di Brest-Litovsk con tutti i suoi protocolli fino ad allora segreti aggiuntivi il 5 novembre 1918. August Winnig, l'ultimo rappresentante tedesco in Estonia, sottoscrisse l'accordo con il governo provvisorio estone il 19 novembre 1918 in cui si conferiva il potere amministrativo senza alcuna condizioni al governo provvisorio estone. Qualche giorno più tardi, il 28 novembre, la Russia sovietica invase l'Estonia dando il via alla guerra d'indipendenza estone.

## Rappresentanti militari tedeschi
Furono tre le amministrazioni militari tedesche (Etappenverwaltungen) istituite con il progredire dell'avanzata tedesca, due delle quali sulla base dei vecchi governatorati russi dell'Estonia e della Livonia, oltre a Saaremaa. I rappresentanti militari furono dapprima subordinati all'Ober Ost nel 1917 e nella prima parte del 1918, per poi fare capo all'amministrazione militare delle terre baltiche.